# Hybomitra olsoi
Hybomitra olsoi är en tvåvingeart som beskrevs av Takahasi 1962. Hybomitra olsoi ingår i släktet Hybomitra och familjen bromsar. Inga underarter finns listade i Catalogue of Life.